# Lecanocerus compressiceps
Lecanocerus compressiceps är en tvåvingeart som beskrevs av Borgmeier 1962. Lecanocerus compressiceps ingår i släktet Lecanocerus och familjen puckelflugor. Inga underarter finns listade i Catalogue of Life.